# David Reynolds (kierowca)
David Reynolds (ur. 3 lipca 1985 w Albury) – australijski kierowca wyścigowy startujący w wyścigach Supercars. Zwycięzca prestiżowego wyścigu Bathurst 1000 rozgrywanego w ramach tej serii w 2017.

## Życiorys
Początki kariary Reynoldsa to Formuła Ford w latach 2002-2004, którą wygrał na szczeblu krajowym w 2004 roku. Następnie kolejne trzy lata startował w Pucharze Porsche Carrera Australia i w 2007 został mistrzem tej serii.
W 2008 wystartował w serii Fujitsu V8 Supercar Series, czyli w kategorii będącej niższym szczeblem głównej serii Supercars. Zajął w niej 4. miejsce i w kolejnym roku awansował do głównej serii. W sezonie 2009 wystartował w zespole Walkinshaw Racing, jednak początki były bardzo trudne i po roku startów stracił miejsce w zespole. W 2010 ponownie zaliczył kilka startów w serii Fujitsu V8 oraz w głównej serii startując w czterech długodystansowych wyścigach (do każdego samochodu zgłaszani są w nich po dwaj kierowcy).
W sezonie 2011 wrócił do regularnych startów w Supercars. Wystartował w zespole Kelly Racing gdzie zajął na koniec sezonu 19. miejsce. Kolejne sezony spędził w zespole Rod Nash Racing z którym zdobył swoje pierwsze pole position (2012) oraz pierwsze zwycięstwo (2013). W 2015 zaliczył jeden ze swoich najlepszych sezonów i zajął trzecie miejsce w klasyfikacji sezonu.
Od sezonu 2016 wystartował w zespole Erebus Motorsport i po początkowych trudnościach, stał się jednym z czołowych kierowców serii. W 2017 wygrał prestiżowy wyścig Bathurst 1000, który odbywał się w bardzo trudnych, deszczowych warunkach.

## Wyniki

### Podsumowanie
| Sezon | Seria                                   | Zespół                                 | Starty | PP | Zwyc. | Punkty | Pozycja |
| ----- | --------------------------------------- | -------------------------------------- | ------ | -- | ----- | ------ | ------- |
| 2002  | Victorian Formula Ford Championship     | Paul Zsidy                             |        |    |       | 23     | 20.     |
| 2003  | Australian Formula Ford Championship    | Kart-Equip / Nexus Consulting          | 15     | 0  | 0     | 23     | 12.     |
| 2004  | Australian Formula Ford Championship    | Sonic Motor Racing Services            | 24     | 1  | 1     | 287    | 1.      |
| 2005  | Australian Carrera Cup Championship     | Sonic Motor Racing Services            | 27     | 0  | 2     | 672    | 5.      |
| 2006  | Australian Carrera Cup Championship     | Sonic Motor Racing Services            | 24     | 3  | 6     | 1029   | 3.      |
| 2007  | Australian Carrera Cup Championship     | Sonic Motor Racing Services            | 24     | 1  | 5     | 1170   | 1.      |
| 2007  | V8 Supercar Championship Series         | Paul Weel Racing                       | 1      | 0  | 0     | 0      | -       |
| 2008  | Fujitsu V8 Supercar Series              | Tony D'Alberto Racing                  | 18     | 0  | 0     | 1494   | 4.      |
| 2008  | V8 Supercar Championship Series         | HSV Dealer Team                        | 1      | 0  | 0     | 22     | 62.     |
| 2009  | V8 Supercar Championship Series         | Walkinshaw Racing                      | 26     | 0  | 0     | 1428   | 22.     |
| 2010  | Fujitsu V8 Supercar Series              | Eggleston Motorsport                   | 3      | 0  | 0     | 148    | 33.     |
| 2010  | V8 Supercar Championship Series         | Holden Racing Team / Walkinshaw Racing | 4      | 0  | 0     | 201    | 50.     |
| 2011  | International V8 Supercars Championship | Kelly Racing                           | 28     | 0  | 0     | 1519   | 19.     |
| 2012  | International V8 Supercars Championship | Rod Nash Racing                        | 30     | 1  | 0     | 2187   | 9.      |
| 2013  | International V8 Supercars Championship | Rod Nash Racing                        | 36     | 3  | 1     | 2058   | 9.      |
| 2014  | International V8 Supercars Championship | Rod Nash Racing                        | 38     | 0  | 0     | 1789   | 15.     |
| 2015  | International V8 Supercars Championship | Rod Nash Racing                        | 36     | 3  | 2     | 2910   | 3.      |
| 2016  | International V8 Supercars Championship | Erebus Motorsport                      | 29     | 0  | 0     | 1564   | 16.     |
| 2017  | Supercars Championship                  | Erebus Motorsport                      | 26     | 1  | 1     | 2196   | 7.      |
| 2018  | Supercars Championship                  | Erebus Motorsport                      | 31     | 4  | 3     | 3206   | 5.      |